# 캐런 그래슬리

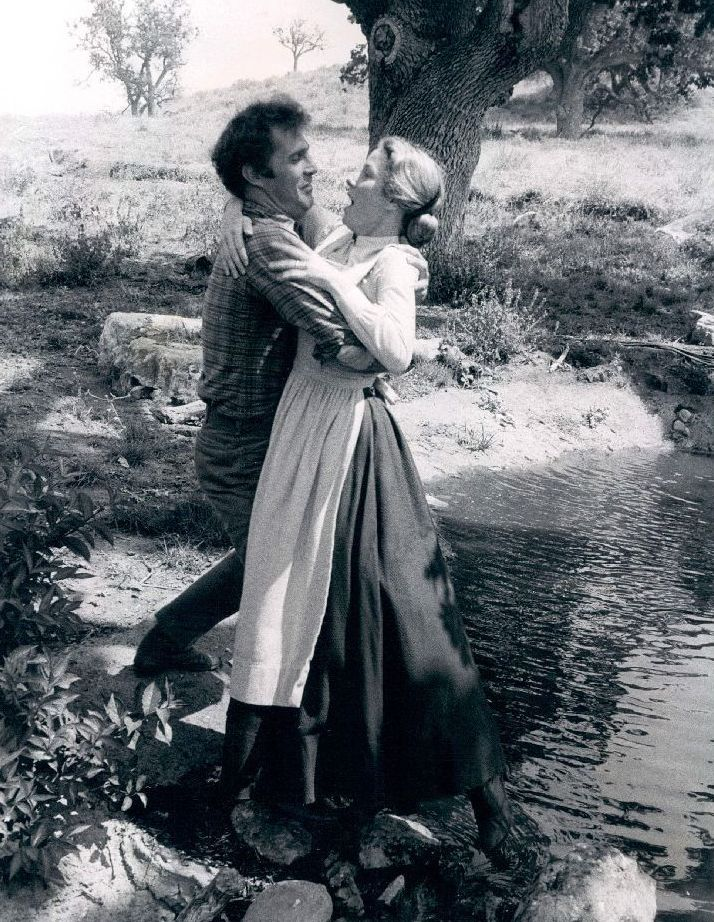

캐런 그래슬리(영어: Karen Grassle, 1942년 2월 25일 ~ )는 미국의 배우이다.
버클리에서 태어났다.

## 방송
- 초원의 집

## 영화
- 와이어트 어프 (1994년)
- 초원의 집 - TV 시리즈 (1974년)